# كاشف الدخان

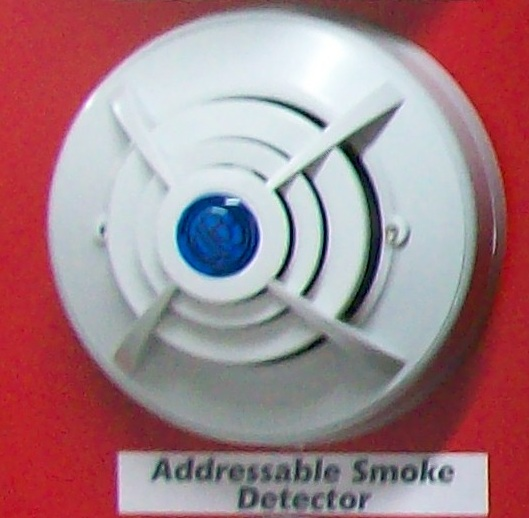
كاشف الدخان

كاشف الدخان هو جهاز إلكتروني مصمم لاكتشاف الدخان كتحذير مبكر للحريق. أجهزة كشف الدخان لها أشكال وأحجام مختلفة ، ولكن يتم وضع معظمها في حاويات بلاستيكية يبلغ قطرها حوالي ستة بوصات وسماكة بوصة وربع. يمكن استخدام كل من العمليات البصرية (الكهروضوئية) والفيزيائية (التأين) للكشف عن الدخان. يمكن استخدام كلتا تقنيات الاستشعار بواسطة أجهزة الكشف. قد يتم تثبيت أجهزة إنذار حساسة لتثبيط واكتشاف التدخين في الأماكن المحظورة. غالبًا ما يتم توصيل أجهزة كاشف الدخان في مباني المكاتب والمصانع الكبيرة بنظام إنذار للطوارئ.
جهاز إنذار الدخان ، المعروف أيضًا باسم كاشف الدخان ، هو جهاز يتم تركيبه في المنزل لتنبيه السكان بوجود دخان عن طريق إصدار إنذار سمعي أو مرئي. هناك مجموعة متنوعة من أجهزة إنذار الدخان التي تعمل بالبطاريات والأسلاك الصلبة المتاحة للمنازل. تتفعل جميع أجهزة إنذار الدخان في المبنى إذا شعر أحد أجهزة إنذار الدخان بوجود دخان. حتى إذا انقطعت الطاقة او الكهرباء ، فسيظل الإنذار يعمل.
قد يؤدي وجود جهاز إنذار دخان في منزلك إلى تقليل احتمالية الموت بمقدار النصف. وفقًا للجمعية الوطنية للحماية من الحرائق في الولايات المتحدة (2009-2013) ، تقلل أجهزة إنذار الدخان الوفيات في الحرائق من 0.53 إلى 1.18 لكل 100 حادثة ، ومع ذلك لا تحتوي جميع المنازل على أجهزة إنذار للدخان ، وحتى في تلك التي بها ، قد لا تحتوي بعضها على بطاريات تعمل.
قدرت المنازل التي فيها أجهزة كشف دخان منذ نوفمبر 2013 بـ93% في الولايات المتحدة، و85% من المنازل يوجد بها اجهزة كشف دخان في بريطانيا، تقريباً 30% الأجهزة الموجودة في هذه المنازل لاتعمل بسبب قدمها أو نفاذ بطاريتها، الجمعية الوطنية للحماية من الحرائق قدرت أن ثلثي موتى الحرائق في المنازل تحدث في المنازل التي لايوجد بها كاشف دخان.

## التاريخ
أول جهاز كشف حريق كهربائي أتوماتيكي أخترع في عام 1890 بواسطة فرانسيس روبنز ابتون. جورج أندرو داربي أخترع أول كاشف حراري كهربائي في أوروبا في عام 1902 في برمنغهام، إنجلترا في أواخر ثلاثينيات القرن العشرين الفيزيائي السويسري والتر جايجر حاول اختراع حساس للغاز السام، أفترض بأن الغاز الذي سيدخل الحساس سيرتبط مع جزيئات الهواء المتأينه، وبذلك يبدل التيار الكهربائي في المقياس، لم يصل جهازه للغرض المطلوب ; الكثافة القليلة للغاز لم تؤثر على موصلية الحساس.وبإحباط أشعل جايجر سيجارة وقد انذهل عندما رأى العداد في المقياس سجل انخفاضاً في التيار جزيئات الدخان من سيجارته على مايبدو فعلت ماكان يجب على الغاز السام أن يفعله. تجربة جايجر واحدة من التقدمات التي شقت الطريق لإجهزة كشف الدخان الحديثة. في 1939 الفيزيائي السويسري إرنست ميلى أخترع جهاز ذا حجرة تأين قادر على كشف الغازات القابلة للاحتراق في المناجم. وأيضاً اخترع أنبوب بوسعه تضخيم الإشارات الصغيرة المتولدة بألية الكشف لقوة كافية لتفعيل الإنذار.
أجهزة الكشف الأيونية بيعت لأول مرة في الولايات المتحدة في عام 1951; أستخدموا في منشآت صناعية وتجارية هامة في السنوات التي تلتها بسبب الحجم الكبير والتكلفة العالية. في العام 1955 طورت اجهزة كشف منزلية  تكشف درجات الحرارة العالية  منحت هيئة الطاقة الذرية الأمريكية أول رخصة لتوزيع أجهزة كشف الدخان باستعمال مواد مشعة في عام 1963. أول جهاز كشف للدخان للإستخدام المنزلي والداخلي ذو تكلفة منخفضة طور بواسطة دوان ديوي بيرسال في عام 1965، جهاز يعمل على بطارية تستبدل وسهل التركيب. "
"SmokeGard 700" ذو شكل خلية النحل، ومصنوع من معدن مقاوم للحريق. بدأت الشركة بإنتاج كبير لهذه الأجهزة في عام 1975. دراسات في ستينيات القرن العشرين حددت أن أجهزة كشف الدخان تستجيب أسرع من أحهزة كشف الحرارة.
أول أجهزة كشف دخان ذات محطة واحدة أخترعت في عام 1970 وأعلن عنها في السنة القادمة، كانت كاشفة أيونية، تشغل بواسطة بطارية تسعة فولت، بسعر 125$ وبيعت بمعدل مئات الألوف لكل سنة، عدة تطويرات تكنولوجية حدثت بين سنة 1971 حتى سنة 1976، وتتضمن استبدال أنبوب المهبط البارد بإلكترونيات الجوامد، والذي قلل بشكل كبير مساحة الكاشف وجعل من الممكن مراقبة عمر البطارية. الأبواق السابقة والتي كانت تتطلب بطاريات خاصة بها، بدلت بأبواق موفرة للطاقة متيحاً استعمال أغلب أحجام البطاريات الشائعة، وهذه الكواشف تستطيع العمل مع مواد مشعة قليلة، وأعيدت تصميم علب حجرة الإستشعار وكشف الدخان لمزيد من العمليات الفعالة. البطاريات القابلة للشحن غالباً ماتبدل بزوج من بطاريات من نوع بطاريات أيه أيه، مع غلاف بلاستيكي ليغطي الكاشف. كاشف الدخان ذو بطارية الـ10 سنوات طرح لأول مرة في عام 1995.

## التصميم
يمكن اكتشاف الدخان باستخدام مستشعر كهروضوئي أو عملية تأين. يمكن استخدام ثاني أكسيد الكربون لاكتشاف الحريق حتى لو لم يكن هناك دخان. يمكن استخدام أول أكسيد الكربون لمعرفة ما إذا كان هناك شيء يحترق ببطء شديد.

### التأين

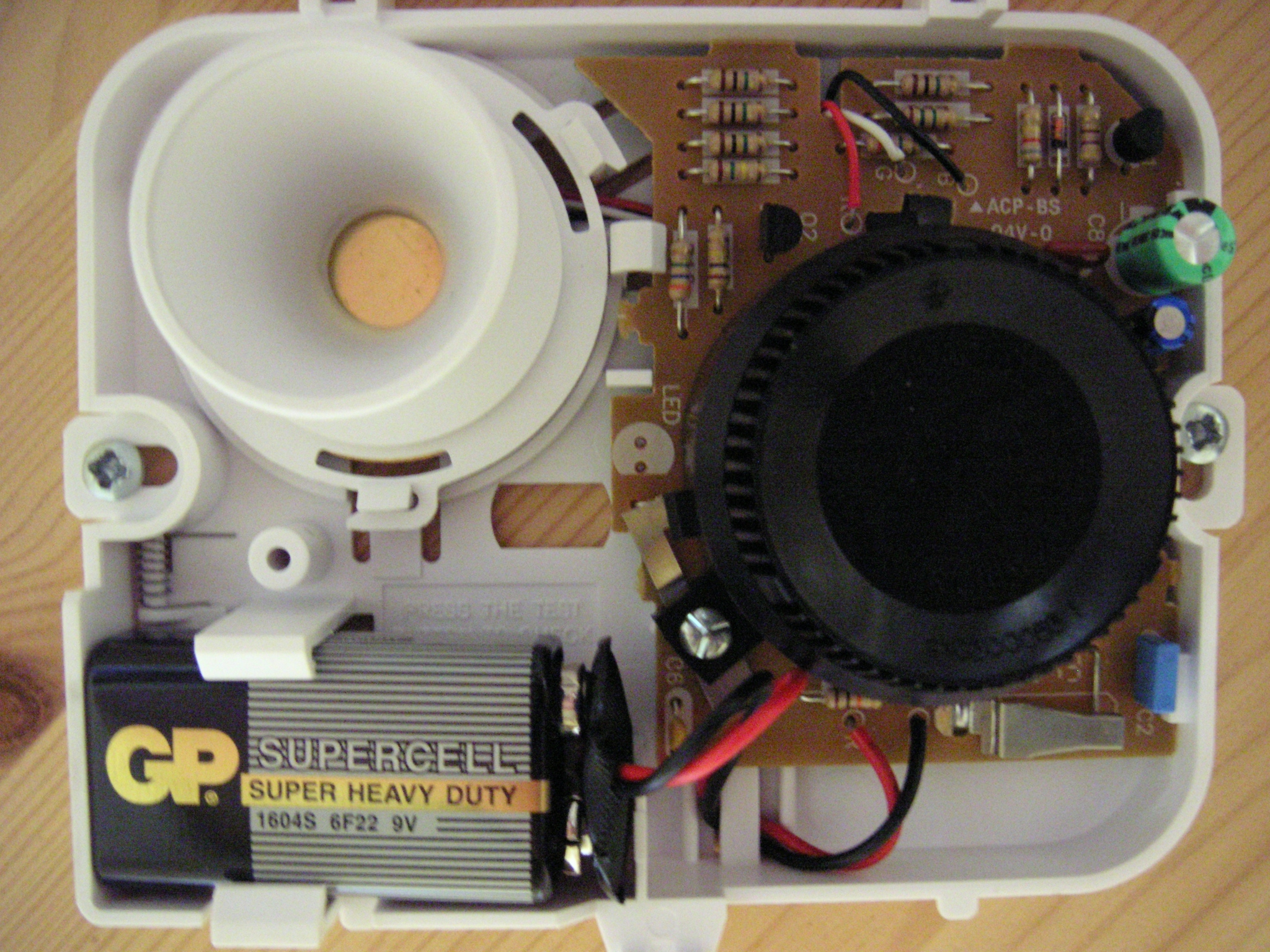
داخل كاشف دخان بسيط، التركيبة السوداء الدائرية في اليمين هي حجرة التأيين،الدائرة البيضاء في اليمين هي الصفارة الكهرضغطية التي تولد أصوات التنبية.

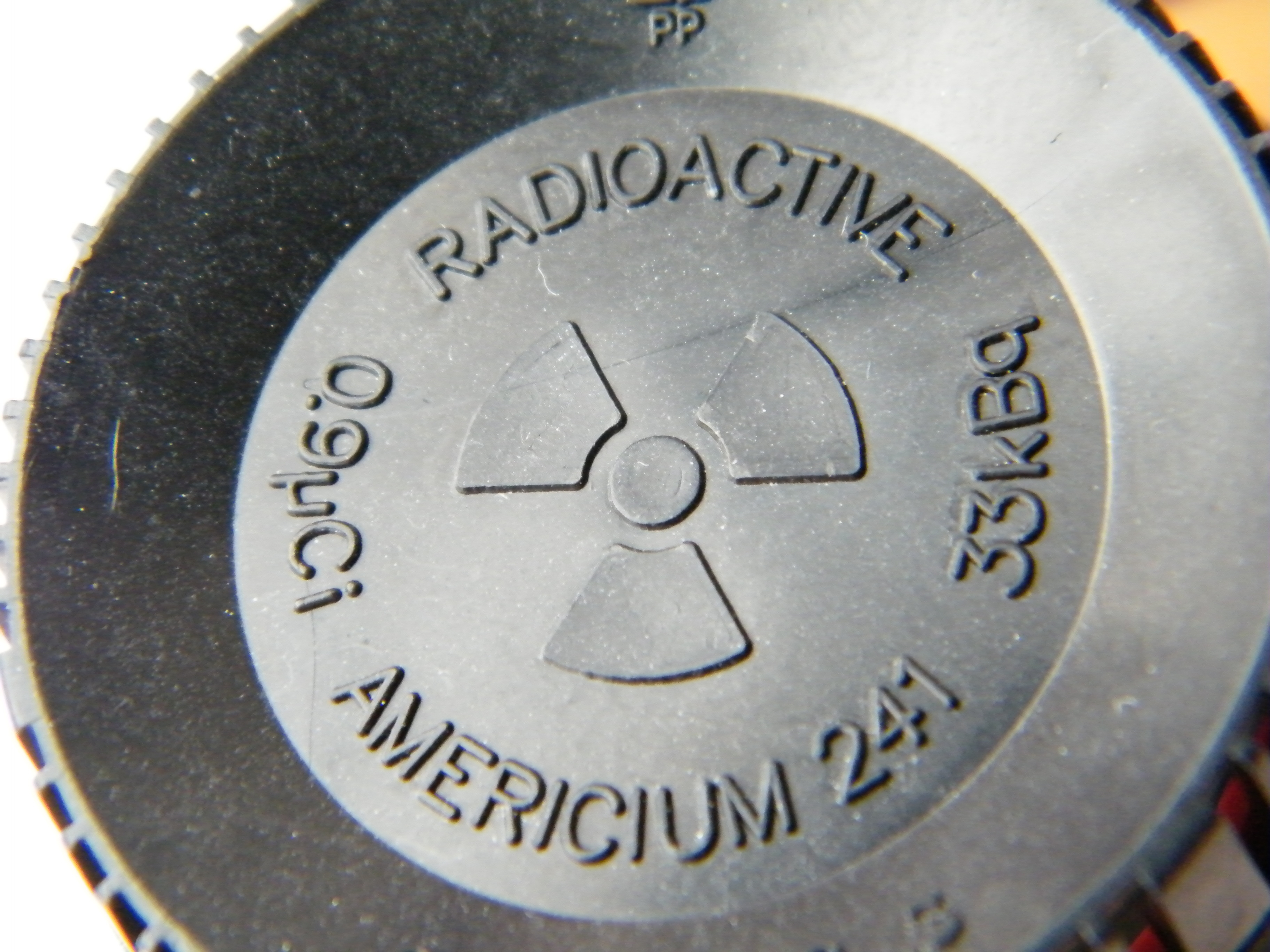
حاوية أمريسيوم-241 من كاشف دخان

كاشف الدخان المأين يستخدم نويدة مشعة غالباً أمريسيوم-241، ليؤين الهواء; وبسبب اختلاف الدخان يعمل بوق الإنذار. الكواشف الأيونية تتحسس أكثر لمرحلة الاشتعال أكثر من الكواشف البصرية، بينما الكواشف البصرية تتحسس أكثر للمراحل الأولية للاحتراق بدون شعلة.
يوجد بكاشف الدخان حجرتان تأيين، واحدة في الهواء والحجرة الرجعية لا تسمح بدخول الجسيمات. المصدر الإشعاعي يطلع جسيم ألفا في كلتا الحجرتين، والذي يقوم بتأيين بعض جزيئات الهواء. ويطبق جهد كهربائي بين أزواج القطب الكهربائي في الحجرتين;الشحنة الكهربائية على الأيونات تسمح للتيار الكهربائي بالعبور. التيارات في كلا الحجرتين يجب أن يكونوا طبق الأصل لأنهم متساويين في التأثير بالهواء، الضغط، الحرارة، وعمر المصدر. إذا دخلت أي جزئ دخان للحجرة المفتوحة، بعض من الأيونات سترتبط بالجسيمات وسوف لم تستطيع حمل التيار في هذه الحجرة. دائرة كهربائية تحدد إذا ماكان هنالك اختلاف في التيار الكهربائي بين الحجرة المفتوحة والمغلقة ومن بعدها يصدر الجرس. الدائرة الكهربائية أيضاً تراقب البطارية المستعملة والتي تستعمل إما في الإمداد بالطاقة أو احتياطية، وتصدر أصواتاً متقطعة لتحذر عن نفاذ البطارية. زر يتحكم به المستخدم ليجرب الاختلال بين حجرتي التأين; ويصدر صوتاً فقط وإذا مزود الطاقة، الدوائر الإلكترونية، وجهاز الإنذار يعمل.
كاشف الدخان الأيوني أرخص في عملية الصنع من الكاشف البصري. وقد يكونوا أكثر عرضة للتنبيهات الخاطئة بواسطة أحداث غير خطيرة من الكاشف البصري ووجدوا أكثر بطئاً في الاستجابة للحرائق المنزلية القياسية.
أمريسيوم-241 هو باعث ألفا بنصف عمر 432.6 سنة إشعاع جسيم ألفا هو معكوس بيتا (إلكترون) إشعاع وجاما (مغناطيسي كهربائي)، يستخدم لسببين إضافيين: جسميات ألفا لديها تأيين عالي، لذا جسميات كافية من الهواء ستتأين للتيار ليتواجد. وأن لديها طاقة نافذيه قليلة، وهذا يعني انه ستتوقف بسلامة بواسطة البلاستيك المحيط بكاشف الدخان أو بالهواء. حوالي 1% من انبعاث الطاقة المشعة لأمريسيوم-241 هي أشعة جاما. مقدار العنصر أمريسيوم-241 صغير جداً فهو مستثنى من الضوابط المطبقة على مصادر أكبر.
ويشمل حوالي 37 بيكريل أو 1 كوري من العنصر المشع أمريسيوم-241، ينسجم مع 0.3 من النظائر. هذا يوفر تيار تأييني وافر ليكشف الدخان، بينما ينتج كمية اشعاع قليلة خارج الجهاز.
أمريسيوم-241 في اجهزة كشف الدخان المأينه يطرح احتمالية خطر بيئي، أنظمة التخلص من أجهزة من هذا النوع تخنلف من منطقة إلى أخرى،
بعض الدول الأوروبية، كفرنسا، وبعض ولايات وبلديات الولايات المتحدة حظرت استعمال كاشف الدخان الأيوني.

### الكهروضوئي

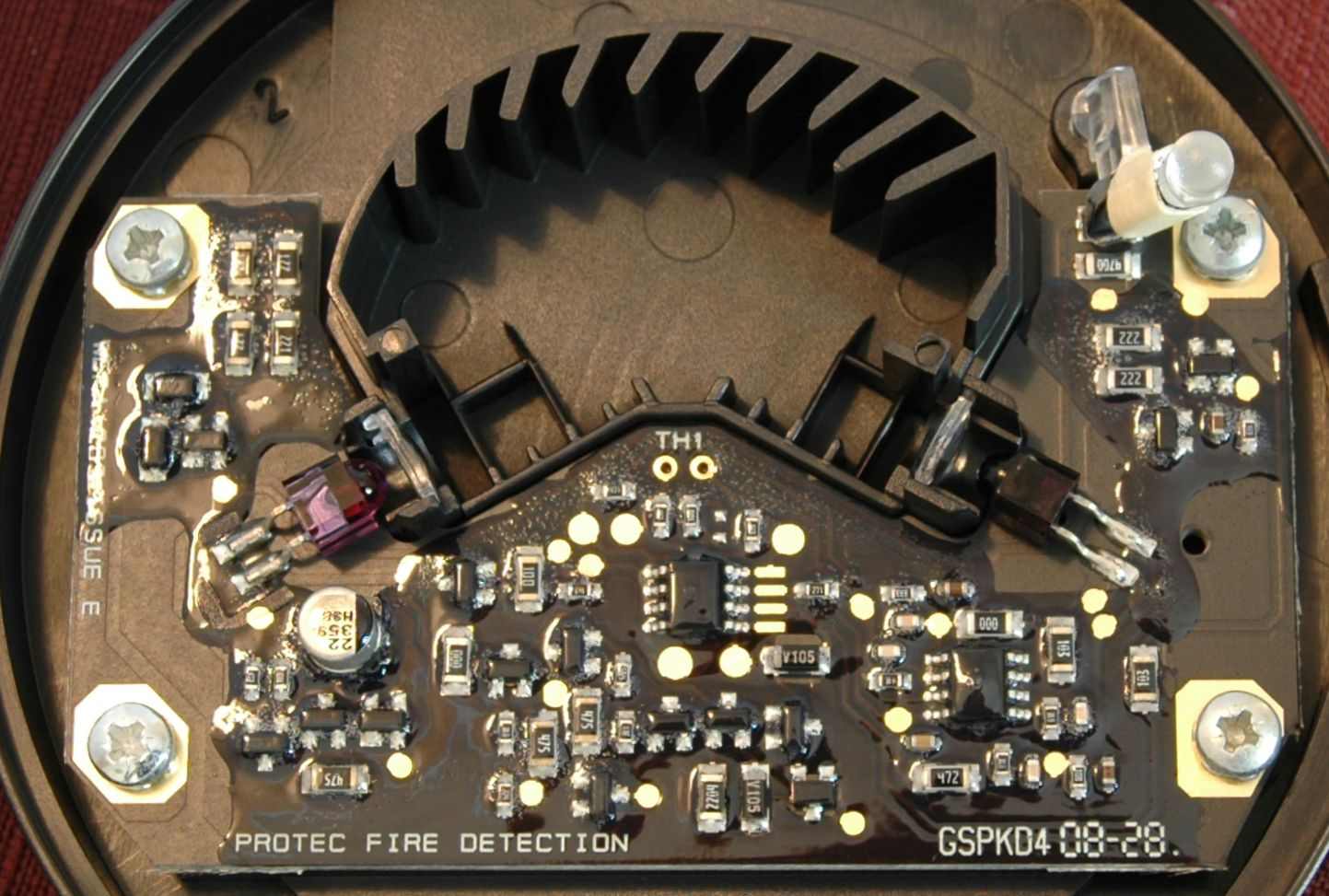
كاشف بصري منزوع عنه الغطاء

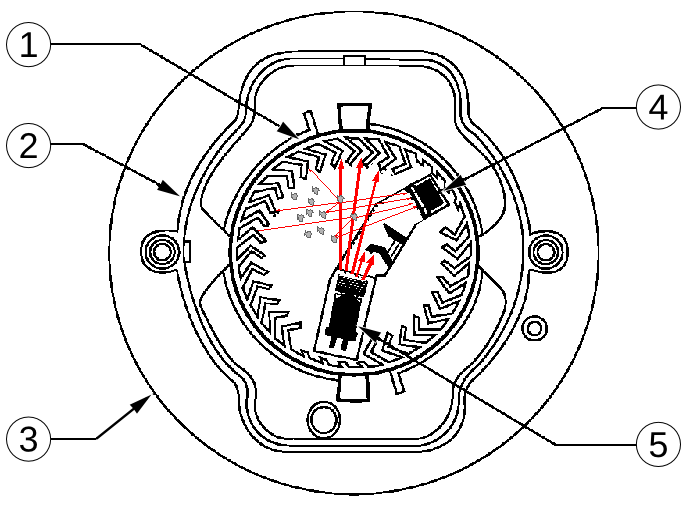
كاشف دخان كهروضوئي
1: الحجرة الضوئية
2: الغلاف
3: القالب
4: ثنائي ضوئي(الكاشف)
5: صمام دايود أشعة تحت حمراء

كاشف الدخان الكهروضوئي أو كاشف الدخان البصري يحتوي على ضوء مصدره إما أشعة تحت حمراء، أو مرئية، أو فوق بنفسجية (عادةً مصباح متوهج أو دايود باعث للضوء)، وعدسات ومستقبل كهروضوئي (عادةً ثنائي ضوئي). في الكواشف ذات النوعية المركزية كل هذه العناصر مرتبة داخل حجرة، حيث الهواء الذي يدخل بداخل هذه الحجرة قد يحتوي على دخان من مصدر حريق قريب. في الأماكن الواسعة والمفتوحة كالأتريوم أو في القاعات الكبيرة، تستخدم كاشفات الدخان ذات الأشعة البصرية أو كاشفات دخان ذات أشعة المسلاط عوضاً عن الكواشف، وعوضاً عن الحجرة الموجودة بداخلها تقوم وحدات معلقة على الحائط ببعث أشعة تحت الحمراء أو فوق بنفسجية والذي إما يتلقاه ويعلاجه جهاز منفصل أو ينعكس عائداً إلى المتلقي بواسطة عاكس. في بعض الأنواع وتحديداً كاشفات الدخان ذات الأشعة البصرية مصدر ضوء يبعث ضوءاً ليمر خلال الهواء المراد اختباره ثم يصل إلى حساس ضوئي. الدخان أو الغبار المحمول بالهواء أو مواد أخرى ستقلل من شدة الضوء المتلقى بالامتصاص; الدائرة الكهربائية ستكشف شدة الضوء وسيعمل الإنذار إذا ما كانت شدة الضوء تحت عتبة معينة. في أنواع أخرى خصوصاً كواشف الدخان التي تحتوي على حجرة الضوء ليس موجهاً نحو حساس الضوء، والذي سوف لم يكن مضاءاً في غياب الجسيمات، وإذا صار هنالك أي جسيمات في الحجرة (دخان أو غبار) سيتبعثر الضوء وبعض من هذا الضوء المتبعثر سيصيل إلى الحساس ومن ثم سيعمل الإنذار.
وحسب الرابطة الوطنية للحماية من الحرائق «كاشف الدخان الكهروضوئي عموماً أكثر استجابة للحرائق ذات فترة اشتعال طويل» وحسب دراسات أقرتها تكساس أيه أند أم والجمعية الوطنية للحماية من الحرائق لمدينة بالو ألتو في ولاية كاليفورنيا، «كواشف الدخان الكهروضوئية تستجيب أبطئ من الكواشف الأيونية إلى الحرائق المشتعلة سريعاً، ولكن التجارب المختبرية والميدانية أظهرت أنها تعطي تحذيرات مناسبة لكل أنواع الحرائق، وأظهرت بأن قليلاً من السكان يتجهون إلى تعطيلها».
ولكن بالرغم أن كاشف الدخان الكهروضوئي ذات قدرات فعالة في كشف الحرائق الملتهبة وهي كافية لتوفر حماية من الحرائق ذات النيران المتصاعدة، خبراء الحرائق والجمعية الوطنية للحماية من الحرائق تنصح باستخدام مايطلق عليها الكواشف المدمجة وهي كواشف تحدد الحرارة والدخان معاً، أو تستخدم طريقة التأيين والكهروضوئية معاً، وفي بعض الكواشف لديها القدرة على الكشف أول أكسيد الكربون. نوع وحساسية مصدر الضوء وحساس الضوء ونوع حجرة الدخان تختلف بين مصنع وأخر.

### آلية التخلص
الحكومات والمنظمات المحلية لديها متطلبات واقتراحات مختلفة حول كيفية التخلص بشكل صحيح من أجهزة الكشف عن الدخان المتأين. نيو ساوث ويلز ، أذنت الحكومة الأسترالية بالتخلص من ما يصل إلى عشرة أجهزة كشف دخان مؤين لكل مجموعة من النفايات المنزلية. لا بأس في التخلص من جهاز إنذار الدخان المؤين ، وفقًا لوكالة حماية البيئة. الخيار الآخر هو إرسال كاشف الدخان إلى المتجر الذي اشتريته منه.

### اختلافات الأداء
تختلف أجهزة الكشف الكهروضوئية وكاشفات التأين في أدائها اعتمادًا على نوع الدخان الناتج عن الحريق.
وفقًا للعرض الذي قدمته شركة سييمينس والجمعية الكندية لإنذار الحريق ، فإن كاشف التأين يتفوق في اكتشاف الجسيمات غير المرئية من حرائق المرحلة المبكرة ، والحرائق سريعة الاشتعال بجزيئات تتراوح بين 0.01-0.4 ميكرون ، والدخان الداكن أو الأسود ، بينما تتفوق أجهزة الكشف الكهروضوئية الحديثة في الكشف عن الحرائق البطيئة الاحتراق بجسيمات تتراوح بين 0.4-10.0 ميكرون ودخان أبيض / رمادي فاتح اللون.
تعد أجهزة إنذار الدخان التي تستخدم أجهزة استشعار كهروضوئية أكثر فاعلية في اكتشاف الحرائق في مراحلها الأولية المشتعلة. تظهر جزيئات الاحتراق الكبيرة بين 0.3 إلى 10.0 متر بشكل شائع في الدخان الناتج خلال مرحلة الاحتراق. تتمتع أجهزة الكشف عن دخان التأين بوقت استجابة أسرع لمرحلة احتراق النار (عادةً 30-60 ثانية). تشكل جزيئات الاحتراق ذات الحجم المجهري بين 0.01 و 0.3 متر دخانًا من مرحلة الاحتراق. بالإضافة إلى ذلك ، تعمل أجهزة الكشف عن التأين بشكل أسوأ في الأماكن التي بها الكثير من الهواء المتحرك.
المخاوف من أن أجهزة إنذار الدخان المتأينة لا يمكن الاعتماد عليها مثل التقنيات الأخرى أدت إلى حظرها في العديد من الدول الأوروبية ، وبما في ذلك فرنسا  ، وفي بعض الولايات والبلديات الأمريكية.  لم يكن من السهل دائمًا تحديد الحرائق في مراحلها الأولى عندما كان كاشف الدخان المؤين هو الكاشف الوحيد المتاح.
أصدر مجلس سلطات خدمات الإطفاء والطوارئ الأسترالي دراسة بعنوان "الموقف من إنذار الدخان في الإسكان السكني" في يونيو 2006. هذا المجلس هو أعلى منظمة تمثيلية لإدارات مكافحة الحرائق في جميع أنحاء أستراليا ونيوزيلندا. في حالة نشوب حريق بطيء ، قد لا ينطلق إنذار دخان التأين في الوقت المناسب لتحذير السكان للإخلاء ، كما هو مذكور في القسم 3.0.
أصدرت الرابطة الدولية لرجال الإطفاء قرارًا في أغسطس 2008 يدعو إلى نشر أجهزة إنذار الدخان الكهروضوئية ، مشيرًا إلى أن القيام بذلك "يتيح فرصة التقليل بشكل كبير من الخسائر في الأرواح بين المدنيين ورجال الإطفاء".
تم منح أجهزة الكشف عن الدخان دعمًا رسميًا في أستراليا في مايو 2011 عندما أعلنت جمعية الحماية من الحرائق الأسترالية "ترى جمعية الوقاية من الحرائق في أستراليا أن جميع المباني السكنية يجب أن تكون مجهزة بأجهزة إنذار الدخان الكهروضوئية ..."
نشرت مؤسسة دولية للسلامة من الحرائق بعنوان تقرير بعنوان "إنذارات دخان التأين قاتلة" في ديسمبر 2011 من قبل جمعية رجال الإطفاء التطوعيين في أستراليا. يستشهد المقال بالدراسات التي تظهر تباينات كبيرة في الأداء بين التأين والتقنيات الكهروضوئية.
أصدرت جمعية أوهايو لرؤساء الحرائق ورقة موقف لصالح التكنولوجيا الكهروضوئية في منازل أوهايو في نوفمبر 2013. وفقًا لجمعية أوهايو لرؤساء الحرائق ، "يجب استخدام أجهزة إنذار الدخان الكهروضوئية في جميع الإنشاءات الجديدة ، وكذلك عند التحديث أجهزة إنذار الدخان الموجودة أو شراء أجهزة إنذار جديدة لحماية الجمهور من الآثار المدمرة للدخان والحرائق ".
أجرت جمعية الوقاية من الحرائق بشمال شرق أوهايو اختبار إنذار الدخان في يونيو 2014 ، وتم عرض النتائج في برنامج صباح الخير أمريكا على قناة اي بي سي. وفقًا لتقييم جمعية الوقاية من الحرائق بشمال شرق أوهايو ، لا تصدر أصوات إنذار دخان التأين بينما لا يزال الحريق في مراحل الاحتراق. استغرقت إنذارات التأين / الكهروضوئية المدمجة ما يقارب 20 دقيقة لتنشيطها بعد أجهزة إنذار الدخان الكهروضوئية القائمة بذاتها. تم تبرير المواقف الرسمية لمجلس سلطات الإطفاء والطوارئ الأسترالي والرابطة الدولية لرجال مكافحة الحرائق اعتبارًا من يونيو 2006.
| نوع الكاشف | معدلات التعتيم                          |
| ---------- | --------------------------------------- |
| الكهروضوئي | 0.70–13.0% obs/m (0.2–4.0% obs/ft)      |
| التأين     | 2.6–5.0% obs/m (0.8–1.5% obs/ft)        |
| شفط        | 0.005–20.5% obs/m (0.0015–6.25% obs/ft) |
| ليزر       | 0.06–6.41% obs/m (0.02–2.0% obs/ft)     |

## البيئة السكنية
غالبًا ما تكون أجهزة إنذار الدخان المنزلية أقل تكلفة وأكثر إحكاما من تلك المستخدمة في الشركات. قد يتكون النظام من وحدة واحدة أو مجموعة من الوحدات المرتبطة. في معظم الحالات ، كل ما يفعلونه هو إحداث ضوضاء لتنبيه السكان بوجود دخان. غالبًا ما يتم تثبيت العديد من أجهزة الكشف (سواء كانت فردية أو متصلة بالشبكة) في كل غرفة في المنزل. قد يتم ربط أجهزة إنذار الدخان منخفضة التكلفة ببعضها البعض بحيث يتم تفعيل جميع أجهزة في وقت واحد. الكهرباء الرئيسية هي مصدر قوتها ، مع دعم من البطاريات التي يمكن التخلص منها أو القابلة لإعادة الشحن. قد يتم ربطها معًا باستخدام الكابلات أو لاسلكيًا. تفرض بعض السلطات استخدامه في جميع الإنشاءات الجديدة تمامًا.
أصدرت شركة Underwriters Laboratories معايير الصناعة التي توضح طرق استخدام اجهزة الكشف عن الدخان المتعددة. طرق التنبيه:
أصوات مسموعة:
- تسبب قيود المكونات نطاقًا يتراوح من 2900 إلى 3500 هرتز.
- قوة الصوت 85-100 ديسيبل عند 3 أقدام.
- تحذير صوتي.
- فلاش مضيء.
  - قوة تقدر ب 177 شمعة.
- اضاءة للطوارئ.
- تنبيه بالإحساس (مثال: سرير او وسادة هزازة). اعتبارًا من عام 2008 ، لم تكن هناك لوائح خاصة بإنذارات التحفيز اللمسي.

تتيح بعض الإصدارات صمتًا مؤقتًا عن طريق الضغط على مفتاح الجهاز دون الحاجة إلى إزالة البطارية. تعتبر هذه الخاصية مفيدة بشكل خاص في المناطق التي تتكرر فيها التنبيهات الخاطئة مثلا بالقرب من المطبخ، أو الأماكن التي يمكن فيها للمستخدمين إزالة البطارية بشكل دائم لتجنب إزعاج الإنذارات الكاذبة، مما يجعل الجهاز غير فعال في حالة نشوب حريق حقيقي.
بينما تقوم التكنولوجيا الحديثة بعمل رائع في اكتشاف الدخان و النار، أثار مصابي الصم وضعاف السمع مخاوف بشأن مدى جودة عمل خاصية التنبيه لإيقاظ الأشخاص في هذه المجموعات المعرضة للخطر. قد يواجه اشخاص مثل كبار السن وضعاف السمع و الاشخاص تحت تأثير المثبطات مشاكل أكثر في استخدام أجهزة الكشف التي تعتمد على الصوت. اجرت الرابطة الوطنية للحماية من الحرائق (NFPA) دراسات بين عامي 2005 و 2007 لتحديد العوامل التي ساهمت في ارتفاع عدد الوفيات بشكل عالي بين هذه الفئة. تم إجراء بعض الدراسات الأولية حول فعالية طرق التنبيه المختلفة. وجدت الدراسة ان الموجة ذات التردد 520 هرتز تكون افضل إلى حد كبير في إيقاظ الأشخاص المعرضين لمخاطر عالية وفقًا لبحوث الرابطة الوطنية الأمريكية للحماية من الحرائق. عند الاتصال بتقنيات التنبيه مثل وسادات الاهتزاز لضعاف السمع، والمصابيح الوامضة، وهواتف التحذير، فإن أجهزة مراقبة الدخان وأول أكسيد الكربون تكون أكثر فاعلية في إيقاظ الأشخاص الذين يعانون من ضعف السمع الشديد من التنبيهات الأخرى المتوفرة.

## البطارية
تعتمد أجهزة إنذار الدخان المنزلية على البطاريات إما بشكل مباشر أو كمصدر طاقة احتياطي ثانوي. يمكن أن تستخدم أجهزة الكشف التي يتم تشغيلها بواسطة مصدر الطاقة الرئيسي للمبنى إما بطاريات قابلة لإعادة الشحن او يمكن التخلص منها، بينما تتطلب أجهزة الكشف الأخرى بطاريات 9 فولت لتعمل بالشكل المطلوب. سيتوقف كاشف الدخان الذي يعمل بالبطارية فقط عن العمل بعد نفاد البطارية، وعادةً ما يصدر سلسلة من الأصوات عندما تنخفض الطاقة. تحتوي العديد من المنازل على أجهزة إنذار دخان تعمل بالبطاريات و لكن اغلب هذه البطاريات فارغة. يقال إن ما يقارب 30 في المائة من أجهزة إنذار الدخان في المملكة المتحدة غير صالحة للعمل بسبب البطاريات الفارغة او المفقودة. هناك عدت مبادرات توعوية عامة لتشجيع الاستبدال المنتظم لبطاريات إنذار الدخان لتأكد من عملها. تنصح الحملة التوعية العامة في أستراليا بتغيير بطاريات إنذار الدخان في الأول من أبريل من كل سنة. يمكن ايضا الترويج لاستبدال البطاريات في المناسبات الخاصة، مثل بداية التوقيت الصيفي او الشتوي أو عيد ميلاد الشخص.
تحتوي بعض أجهزة كشف الدخان التي تعمل بالتيار الكهربائي على بطارية ليثيوم غير قابلة لإعادة الشحن بعمر افتراضي يبلغ 10 سنوات. بعد ذلك يجب تركيب كاشف جديد و ليس فقط تغيير البطارية. يمكن أن تستخدم أجهزة الكشف عن الدخان إما بطاريات قلوية ذات 9 فولت حيث يمكن استبدالها من قبل المستخدم، أو بطاريات ليثيوم ذات 9 فولت والتي تدوم ضعفين البطاريات الأخرى.
تقترح الرابطة الوطنية للحماية من الحرائق في الولايات المتحدة بتغيير البطاريات في أجهزة الكشف عن الدخان مرة واحدة سنويًا على الاقل. ايضا تقترح الجمعية الوطنية للحماية من الحرائق في الولايات المتحدة (NFPA) اختبار أجهزة إنذار الدخان شهريًا عن طريق الضغط على زر "الاختبار". إذا فشل الإنذار، عند ذلك يجب تغيير البطاريات لحماية السكان.

## الدقة و المصداقية
وجد المعهد الوطني للمعايير والتكنولوجيا (المعهد الوطني للمعايير والتقنية (المعهد الوطني للمعايير والتقنية)) في دراسة اجريت في عام 2004 أن "أجهزة إنذار الدخان من نوع التأين أو النوع الكهروضوئي توفر الوقت للسكان للهروب من معظم الحرائق السكنية التي تحدث في المنازل". أوجدت الدراسة ايضا "ان أجهزة الإنذار من نوع التأين تقدم استجابة أفضل و ادق إلى حد كبير في الحرائق المشتعلة من الإنذارات الكهروضوئية (57 إلى 62 ثانية استجابة أسرع)، بينما تقدم الإنذارات الكهروضوئية استجابة أسرع بكثير في الحرائق الدخانية.
يمكن تجنب الإنذارات الكاذبة التي غالبا ما تكون ناتجة عن تراكم الغبار من خلال التنظيف المنتظم و المستمر، خاصة لأجهزة الإنذار من النوع الكهروضوئي. يمكن تنظيف كاشفات الدخان المنزلية من الغبار المتراكم و الضار باستخدام مكنسة كهربائية. احتمالية حدوث الإنذارات الكاذبة في أجهزة الكشف الضوئية تعتبر قليلة نسبيا في المناطق الموجودة بالقرب من المطبخ مثلا لأنه توجد روائح طهي منتشرة في الجو.
توفى بيل هاكرت وابنته كريستين في حريق نشب في منزلهم الواقع في روتردام، نيويورك مساء يوم 31 مايو 2001 عندما تعطل جهاز كشف الدخان المتأين ولم يقوم بالإنذار. وجدت التحقيقات ان خط كهربائي محترق تحت الأريكة كان هو المسبب الرئيسي للحريق. لاحقا في عام 2006، اوجدت هيئة المحلفين في محكمة مقاطعة الولايات المتحدة للمنطقة الشمالية في نيويورك أن كاشف دخان التأين قد تم بناؤه و تصميمه بشكل غير صحيح. لذلك فرضت المحكمة غرامات بملايين الدولارات ضد First Alert و BRK Brands لأنهم كانوا المسؤولين عن اجهزة الدخان.

## التركيب و الموضع
تختلف اللوائح، الانظمة، و التشريعات التي تحكم قوانين تركيب أجهزة الكشف عن الدخان من مكان إلى آخر في الولايات المتحدة الأمريكية. تتبنى معظم الولايات في الولايات المتحدة الأمريكية المعايير المحددة و المدرجة في NFPA 72. معظم اللوائح الحالية التي تخص أجهزة الكشف عن الدخان متشابهة في جميع أنحاء دول العالم المتقدم. دول مثل كندا وأستراليا لديها قوانين تتطلب تركيب أجهزة كشف الدخان في كل طابق من المبنى. بالإضافة الى انه يجب تثبيت أجهزة كشف الدخان في كل مستوى ينام فيه الناس. تشير NFPA 72 الى ان الغرف العلوية التي يسهل الوصول إليها جزء من مخطط الأرضية الصالحة للعيش و بناء على ذلك يجب ان يكون فيها أجهزة الكشف عن الدخان.

وفقًا لتوصية أمريكية نُشرت في عام 2007، يجب تثبيت جهاز كاشف الدخان في كل غرفة نوم و في كل طابق من طوابق المبنى.

بشكل عام، تكون المعاييرعادة أكثر صرامة في المباني الحديثة حيث انه في مثل هذه المباني، يجب توصيل جميع أجهزة إنذار الدخان بالنظام الكهربائي الرئيسي للمبنى، ان تكون متصلة ببعضها البعض، و تكون مجهزة و مزودة ببطاريات احتياطية. أيضًا، اعتمادًا على اللوائح المعمول بها في المنطقة، بعض اللوائح تشترط تثبيت أجهزة كشف الدخان إما داخل أو خارج كل غرفة نوم. بافتراض أن الحريق لا يبدأ في غرفة النوم، فإن أجهزة كشف الدخان الخارجية ستطلق الإنذار مما يساعد على ايقاظ و تنبيه ساكني المبنى. يجب معرفة ان أجهزة كشف الدخان ليست مطلوبة فقط في غرف النوم، ولكن أيضًا في السلالم والممرات الرئيسية.
يؤدي توصيل العشرات من أجهزة كشف الدخان معًا عبر الأسلاك أو لاسلكيًا إلى زيادة احتمالية إبلاغ السكان حتى إذا تم اكتشاف الدخان في منطقة غير مأهولة او معزولة. سبب ذلك انه اذا قام احد اجهزة الكشف بالانذار، فأن جميع الأجهزة المرتبطة الأخرى سوف تقوم بالإنذار أيضا. تعتبر التوصيلات السلكية أكثر عملية بالنسبة للمباني الجديدة مقارنة بالمباني القديمة نظرا لسهولة تركيبها.
يجب تركيب و تثبيت أجهزة إنذار الدخان في الإنشاءات الجديدة في المملكة المتحدة وفقًا للمعيار البريطاني BS5839 Part-6. وفقًا للمعيار BS 5839: Part-6: 2004، يجب تركيب نظام LD2 من الدرجة D في اي مبنى جديد لا يزيد طوله عن ثلاثة طوابق (أقل من 200 متر مربع لكل طابق). وفقًا للوائح البناء، يجب تركيب نظام LD3 من الدرجة D في إنجلترا، ويلز، و اسكتلندا. يعتبر المعيار السابق اقل المطلوب و لكن ينصح دائما ب BS 5839: Pt.6 لكونه افضل و ادق. وفقًا للوائح البناء في أيرلندا الشمالية، يجب تثبيت نظام LD2 من الدرجة D، والذي يتضمن تركيب أجهزة إنذار الدخان في جميع غرف النوم والممرات والمناطق العامة، بالإضافة إلى إنذار الحرارة في المطبخ. إضافة إلى ذلك، يجب أن تكون جميع أجهزة الكشف عن الدخان والحرارة مجهزة بمصدر طاقة رئيسي و ان تكون مزودة ببطارية احتياطية لضمان عمل الكاشف.

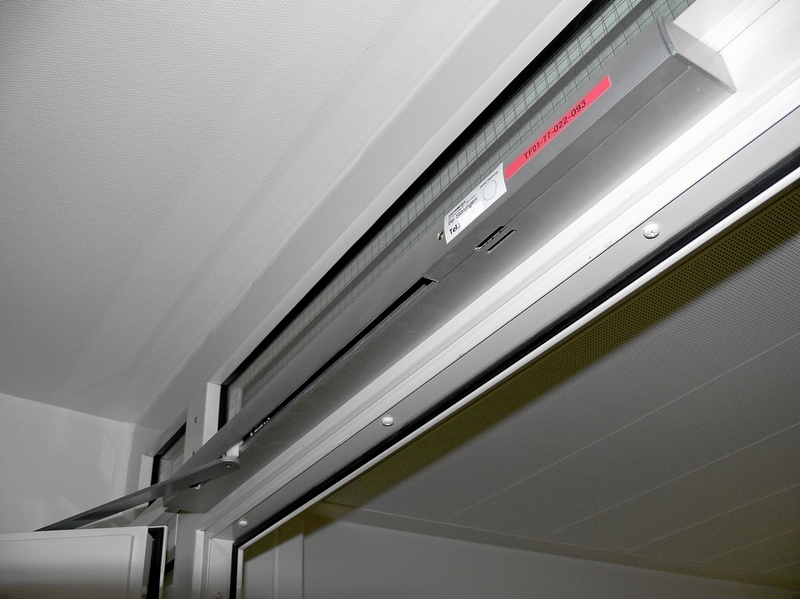
آلة قفل متكاملة لأبواب المباني التجارية. يوجد داخل الآلة جهاز قفل وكاشف دخان ومصدر طاقة.

## التجارية
قد تكون أجهزة الكشف عن الدخان التجارية تقليدية أو قابلة للبرمجة ، وهي مرتبطة بأنظمة الأمن أو إنذار الحريق التي تديرها لوحات التحكم في إنذار الحريق.  هذه الكواشف هي الأكثر انتشارا ، على الرغم من أنها قد تكون أكثر تكلفة من أجهزة إنذار الدخان العادية التي تعمل بالبطارية في مسكن واحد. في حين أنها غالبًا ما ترتبط بالمباني التجارية والصناعية ،  ولكن يمكن العثور عليها أيضًا كمكون من مكونات أنظمة إنذار الأمن السكني.  يمكن للوحات التحكم في إنذار الحريق المرتبطة بإطلاق التنبيهات المناسبة والقيام بمهام أكثر تعقيدًا مثل الإخلاء اللحظي. 

### التقليدية
تقليدي هي كلمة عامية للطريقة القديمة للاتصال بوحدة المعالجة المركزية للنظام في الأنظمة القابلة للبرمجة. تستخدم الأنظمة المرتبطة القديمة "أجهزة الكشف التقليدية" ، وهي أجهزة كشف دخان تعمل بشكل مشابه للمفاتيح الكهربائية. عندما يؤثر الدخان أو غيره من المحفزات البيئية المماثلة بشدة على أي كاشف ، يتم إغلاق طريق الإشارة ويتم مراقبة التدفق الحالي للإشارة إلى إغلاق الدائرة بواسطة أي كاشف متصل. يتم إصدار إشارة إنذار الحريق عندما تفسر وحدة التحكم الزيادة اللاحقة في التدفق الحالي كدليل على وجود الدخان. في النظام التقليدي ، يتم توصيل أجهزة الكشف عن الدخان في مجموعات تسمى "المناطق" ، وتحتفظ لوحة التحكم المركزية لإنذار الحريق بعلامات في جميع المناطق في المبنى بأي تكوين ضروري. يمكن أن تحدد لوحة التحكم المنطقة التي تحتوي على كاشف إنذار في حالة نشوب حريق. ومع ذلك ، ليس لديهم أي وسيلة لمعرفة الكاشف أو الكاشفات التي تصدر الإنذار.

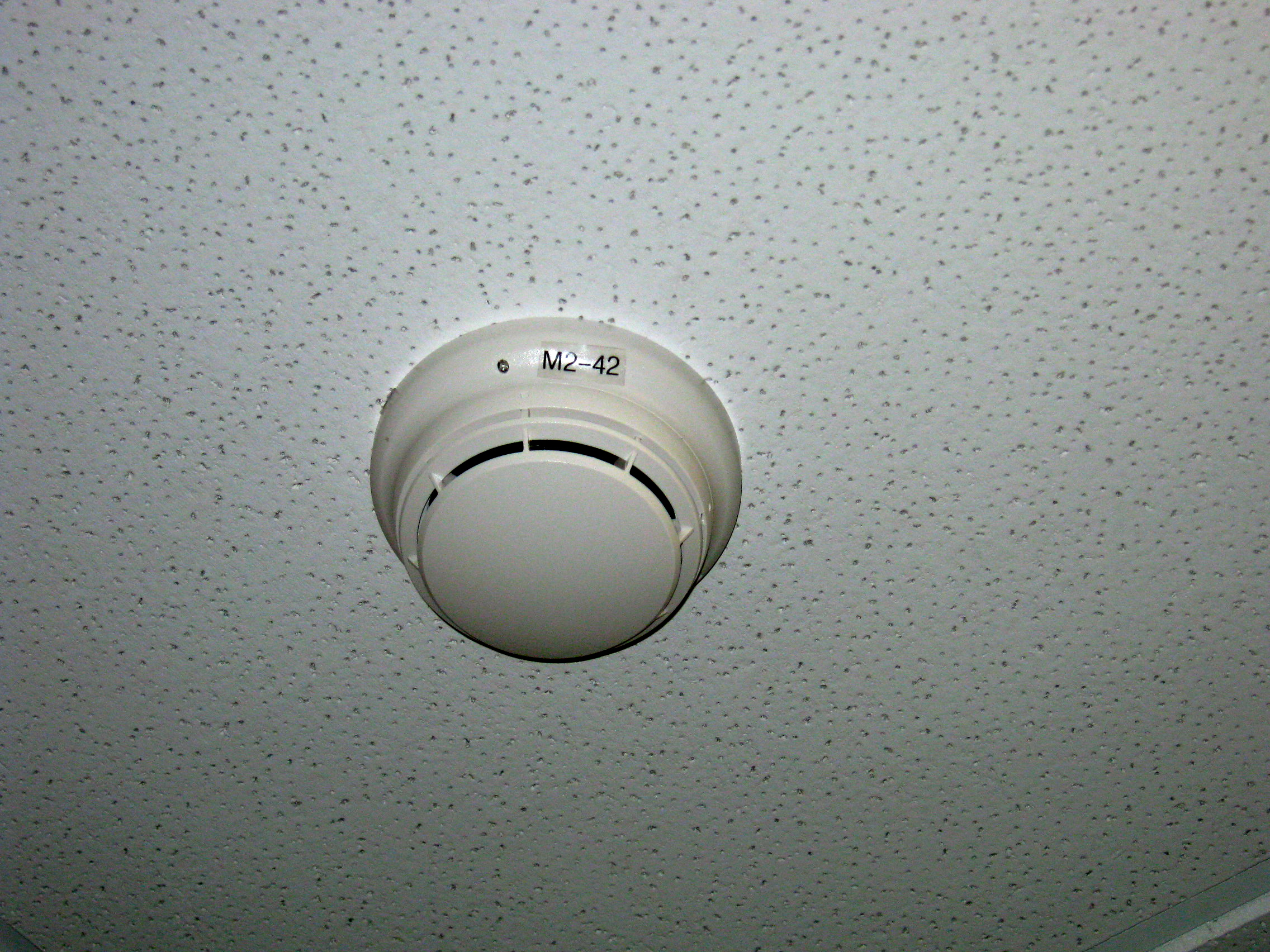
كاشف الدخان القابل للبرمجة Simplex TrueAlarm

### القابلة للبرمجة
في النظام القابل للبرمجة ، يكون لكل جهاز كشف الدخان رقم او عنوان خاص فيه. تتيح الأنظمة القابلة للبرمجة تحديد الموقع الدقيق لكل جهاز كاشف الدخان على لوحات التحكم في إنذار الحريق وتوصيل أكثر من كاشف واحد بالمنطقة نفسها. في بعض الأنظمة ، تُظهر شاشة لوحة التحكم في إنذار الحريق صورة للمبنى تُظهر مكان وجود جميع أجهزة الكشف ،  بينما في أنظمة أخرى ، يتم عرض عنوان وموقع الكاشف في حالة الإنذار.
عادة ما تكون الأنظمة القابلة للبرمجة أكثر تكلفة من الأنظمة التقليدية. أيضًا لدى الأنظمة القابلة للبرمجة المزيد من الخيارات ، مثل مستوى الحساسية المخصص (يُسمى غالبا الوضع النهاري / الليلي) الذي يمكنه معرفة مقدار الدخان في منطقة معينة واكتشاف التلوث من لوحات التحكم في إنذار الحريق الذي يمكنه اكتشاف مجموعة واسعة من المشكلات مع طريقة عمل أجهزة كاشف الدخان. في معظم الأحيان ، تتسخ الكواشف لأن الغبار والجزيئات الأخرى من الهواء تتراكم فيها عن طريق أجهزة التبريد والتدفئة في المباني. أيضا هناك عوامل أخرى قد تتسبب في اتساخ الأجهزة كالنجارة والصنفرة والطلاء والدخان النابع من النار. يمكن أيضًا ربط لوحات التحكم في إنذار الحريق ببعضها البعض بحيث يمكن مشاهدة عدد كبير من أجهزة الكشف في العديد من المباني من مكان واحد. في معظم الأحيان ، يتم استخدام هذا النوع في المستشفيات والجامعات والمنتجعات والمؤسسات أو المراكز الكبيرة.

## المعايير
تم وضع المعيار الأوروبي EN 54 لأنظمة الكشف عن الحرائق والإنذار بالحريق من اجل ضمان سلامة أجهزة الكشف عن الحرائق في جميع أنحاء الاتحاد الأوروبي. يجب أن تكون أجهزة الكشف عن الدخان وفق متطلبات المعيار EN 54 - الجزء 7. أصبح التدفق الحر للسلع داخل الاتحاد الأوروبي ممكنًا من خلال إنشاء هذه المعايير الأوروبية. القبول الدولي للمعيار EN 54 اصبح مرتفع بين الدول حيث انه يجب أن يكون لكل جهاز شهادة EN 54 جديدة تصدر كل عام. 
المعيار الأوروبي EN54 لحماية أجهزة الكشف عن الدخان ودرجة الحرارة
| المساحة للمتر مربع | نوع الكاشف                                    | الأرتفاع بالمتر | انحدار السقف ≤20°         | انحدار السقف ≤20°       | انحدار السقف >20°         | انحدار السقف >20°       |
| المساحة للمتر مربع | نوع الكاشف                                    | الأرتفاع بالمتر | تغطية السطح القصوى بالمتر | أقصى موجات راديو بالمتر | تغطية السطح القصوى بالمتر | أقصى موجات راديو بالمتر |
| ------------------ | --------------------------------------------- | --------------- | ------------------------- | ----------------------- | ------------------------- | ----------------------- |
| SA ≤80             | EN54-7 (كاشف دخان)                            | ≤12             | 80                        | 6,6                     | 80                        | 8,2                     |
| SA >80             | EN54-7 (كاشف دخان)                            | ≤6              | 60                        | 5,7                     | 90                        | 8,7                     |
| SA >80             |                                               | 6 < h ≤ 12      | 80                        | 6,6                     | 110                       | 9,6                     |
| SA ≤30             | EN54-5 فئة A1 (كاشف درجة الحرارة)             | ≤7,5            | 30                        | 4,4                     | 30                        | 5,7                     |
| SA ≤30             | EN54-5 فئة A2,B,C,D,F,G (كاشف درجة الحرارة)   | ≤ 6             | 30                        | 4,4                     | 30                        | 5,7                     |
| SA >30             | EN54-5 فئة A1 (كاشف درجة الحرارة)             | ≤7,5            | 20                        | 3,5                     | 40                        | 6,5                     |
| SA >30             | EN54-5 فئة A2,B,C,D,E,F,G (كاشف درجة الحرارة) | ≤6              | 20                        | 3,5                     | 40                        | 6,5                     |

يجب أن يغطي كاشف دخان درجة الحرارة 20 مترًا مربعًا بينما يجب أن يغطي جهاز كاشف الدخان 60 مترًا مربعًا. للسلامة و ضمان عمل الكاشف، يجب وضع ارتفاع الكاشف فوق سطح الأرض في عين الاعتبار اثناء التركيب و التصميم.
EN14604 هي نسخة متوافقة من المعيار غالبًا ما يتم استخدامها في مراكز نقاط البيع. يستكمل EN14604 إرشادات EN54 فيما يخص أجهزة إنذار الدخان المنزلية من حيث المواصفات التفصيلية, إجراءات الاختبار, معايير الأداء, وإرشادات الشركة المصنعة. بالإضافة الى أن هذا المعيار يحدد الحد الأدنى من مقاييس الأداء لأجهزة إنذار الدخان المثبتة في المركبات. الكثير من الإشتراطات المدرجة في EN14604 هي اختيارية تمامًا. 33٪ من الأجهزة التي تدعي استيفاء هذا المعيار فشلت في واحد أو أكثر من المواصفات وفقًا لبحث اجري في عام 2014. واكتشفت الدراسة أيضًا الى أن الكشف الحقيقي عن الحرائق كان غير دقيق في 19٪ من الأجهزة.
الولايات المتحدة و استراليا
في عام 1967، طورت الولايات المتحدة الأمريكية أول معيار وطني مختص في أجهزة إنذار الدخان السكنية. بعد عامين من ذلك و في عام 1969 بالتحديد، أصدرت منظمة المعايير المعمارية والهندسية والإنشائية (AEC) إعلانًا رسميًا فيما يخص اجهزة إنذار الدخان و استخدامها بدون تراخيص او تصاريح في المنازل. نص قانون "سلامة الحياة - NFPA 101 " الصادر من الرابطة الوطنية للحماية من الحرائق على تركيب أجهزة إنذار الدخان في المنازل لأول مرة في 1976. في عام 1985، أدخلت بعض التغييرات على معايير الحساسية في UL 217 لأجهزة إنذار الدخان في محاولة و خطوة لتقليل احتمالية الإنذارات الكاذبة. في عام 1988، بدأت قوانين البناء النموذجية مثل المؤتمر الدولي لمسؤولي البناء (ICBO)، و مؤتمر كود البناء الجنوبي الدولي (SBCCI)، و مسؤولو البناء ومسؤولو الكود الدوليون (BOCA) في فرض تركيب أجهزة إنذار الدخان التي تكون مرتبطة ومتصلة ببعضها في جميع غرف النوم. تم تكليف و الزام تركيب أجهزة إنذار الدخان المرتبطة في البداية من قبل NFPA 74 في عام 1989 بينما تم تكليف تركيب أجهزة إنذار الدخان في كل غرفة نوم لأول مرة من قبل NFPA 72 في عام 1993. في عام 1999، أمرت NFPA بالاستبدال الدوري لكاشفات الدخان كل 10 سنين. يُطلب الآن من جميع أجهزة إنذار الدخان بموجب القانون و الانظمة و التشريعات أن يكون لها وصف دقيق بالإضافة الى تاريخ تصنيع واضح و مقروء، وفقًا لتكليفات و معايير شركة Underwriters Laboratories (UL) في عام 1999.
"هل يمكن الوثوق بمعايير إنذار الدخان الأسترالية والأمريكية؟" كان تقرير و دراسة تم نشرها في الجريدة الرسمية لجمعية رجال الإطفاء الأستراليين المتطوعين في يونيو عام 2013. تلقي الورقة بظلال من الشك على موثوقية معايير الاختبارات التي وضعتها الولايات المتحدة والحكومة الأسترالية في تقييماتهما و اختباراتها العلمية و العملية لأجهزة إنذار دخان التأين و ما اذا كانت دقيقة و موثوقة.

## القوانين و التشريعات
سرعان ما اتبعت مجتمعات و مدن أخرى في كاليفورنيا وأوهايو، مدينة ألباني الواقعة في كاليفورنيا و التي أصدرت تشريعات تخص "الكهروضوئية فقط". تم اصدار القرار في مدينة ألباني بعد تصويت الأغلبية العظمى في مجلس مدينة ألباني في يونيو 2010.
أصبح الإقليم الشمالي أول ولاية قضائية رسميا في أستراليا تفرض تركيب أجهزة إنذار الدخان من النوع الكهروضوئي في الوحدات و المجمعات السكنية في نوفمبر 2011.
فيما يخص أستراليا، فإنه يجب أن تكون أجهزة إنذار الدخان المثبتة في المنازل الجديدة في كوينزلاند، أو في المنازل التي خضعت لتجديدات كبيرة منذ او بعد 1 يناير 2017، من النوع الكهروضوئي ولا يمكن أن تحتوي على مستشعر تأين وفقًا لقوانين المدينة و البلدية. كما انه يجب توصيل جميع أجهزة إنذار الدخان ببعضها البعض في المنزل و بمصدر الطاقة الرئيسي و بطاريات تعمل كمصدر طاقة احتياطي. من خلال توصيلها ببعضها البعض وبمزود طاقة، ستبدأ أجهزة الإنذار في العمل و التفعيل في نفس الوقت. يجب أن تكون جميع أجهزة إنذار الدخان الجديدة المثبتة بعد ذلك التاريخ كهروضوئية. بالإضافة الى انه يجب تحديث جميع المنازل والامتثال لقوانين و تشريعات المنازل الجديدة بحلول عام 2027.
أثير موضوع ما إذا كانت إنذارات الدخان المؤينة معيبة أم لا في خطاب ألقي أمام البرلمان الأسترالي في يونيو 2013. وكان هذا استجابة لارتفاع الدعاوى و التساؤلات المتعلقة بأجهزة إنذار الدخان المتأين نظرا لزيادة التشريعات التي تفرض تركيب أجهزة إنذار الدخان الكهروضوئية. هناك بيانات و دراسات ناتجة و صادرة من وكالة الاختبارات العلمية الأسترالية و التي تدعى منظمة الكومنولث للبحوث العلمية والصناعية - CSIRO حيث تكشف عن مشاكل و عيوب في أداء أجهزة إنذار الدخان المتأين في المرحلة المبكرة من الحريق. في نهاية البيان البرلماني، طُلب من CSIRO و أكبر منتج لأجهزة إنذار الدخان المتأين في العالم أن يكونوا صريحين و ذو شفافية بشأن مقدار الدخان المطلوب لتفعيل الأجهزة. فيما يخص البطاريات، تم حظر بيع أجهزة إنذار الدخان التي تستخدم بطاريات قابلة للتغيير في ولاية كاليفورنيا الأمريكية.